# 晃華学園小学校
晃華学園小学校（こうかがくえんしょうがっこう）は、東京都調布市佐須町にある私立小学校。カトリック系である、学校法人晃華学園（汚れなきマリア修道会）により運営されている。
女子児童のほとんどは、推薦制度により晃華学園中学校・高等学校（女子校）へ進学する。男子児童のほとんどは、私立中学校へ進学しているが、暁星中学校をはじめ、いくつかの私立中学校と連携し、男子特別入試制度（男子推薦制度）を実施している。

## 概観
男子マリア会から現校地である東京都調布市佐須町の1万3,000坪の土地を譲り受け、1949年（昭和24年）、カトリック・汚れなきマリア修道会が設立される。1950年3月、暁星学園付属マリアの園幼稚園開園。1955年に校名が「晃華」（光り輝く花、マリア様の象徴）に決まり、1957年4月、暁星学園付属晃華小学校（現：晃華学園小学校）が開校した。
1961年1月、学校法人晃華学園が学校法人暁星学園より分離して独立。1963年4月には晃華学園中学校・高等学校が開校している。小学校では「人とともに人のために生きる子ども」 を育てることを目標としている。
九段の暁星学園の設立母体であるマリア会とは姉妹関係にある。

## 沿革
- 1956年11月 - 暁星学園付属晃華小学校設置認可
- 1957年4月 - 暁星学園付属晃華小学校開校
- 1961年1月 - 暁星学園より法人分離をする。学校法人晃華学園として独立し、晃華小学校を晃華学園小学校と改称。
- 1995年8月 - 新校舎新築

## 特徴
- 創立当初より、「英語の晃華」と評価されるほど英語教育に力を入れている。
- 週一回、宗教の授業がある。その他にも年間を通じて慰霊祭、クリスマスミサ、卒業ミサなどのキリスト教系行事がある。
- 東京都千代田区の暁星小学校（男子校）とは姉妹校である。男子の暁星中学進学に際して、男子特別入試制度（推薦制度）を設けている。
- 制服は男子は黒の学ランに半ズボン、女子はスカート部分がひだ折りになった紺色のワンピースに水色のリボン。夏服は男子は白のワイシャツにグレーの半ズボン、女子は紺色のひだスカートで同色の白い水玉の入ったリボン。

## 行事
- 4月 - 始業式・入学式・イースター行事
- 5月 - 遠足
- 6月 - 運動会、レシテーションコンテスト、水泳教室
- 9月 - オープンスクール
- 10月 - 聖母月行事、校外学習
- 11月 - 慰霊祭
- 12月 - 音楽会（隔年）クリスマス・ミサ
- 1月 - 百人一首大会
- 2月 - 図工展（隔年）
- 3月 - 卒業旅行、6年生を送る会

## 交通アクセス
登下校の時間帯には、スクールバスがJR中央線・西武多摩川線武蔵境駅と、京王線国領駅から出ている。
路線バスの場合
- 京王線つつじヶ丘駅より深大寺行き
- 京王線調布駅北口より杏林大学病院行き
- JR中央線三鷹駅より晃華学園東行き
- JR中央線・京王井の頭線吉祥寺駅より調布駅北口ゆきにて「青渭神社前」下車

## 主な出身者
- 宮川一朗太 - 俳優
- 竹田光明 - 元衆議院議員
- 長神悟 - イタリア文学者
- 山花郁夫 - 元衆議院議員
- 青木大和 - 政治活動家